# Tritteling-Redlach
Tritteling-Redlach (deutsch Trittelingen-Redlach, lothringisch Trittelingen-Rédlach) ist eine französische Gemeinde mit 513 Einwohnern (Stand 1. Januar 2022) im Département Moselle in der Region Grand Est (bis 2015 Lothringen).

## Geographie
Die Gemeinde liegt zwischen Warndt im Norden und Saulnois im Süden, etwa acht Kilometer südwestlich von Saint-Avold und fünf Kilometer nördlich von Faulquemont (Falkenberg) am Hesswiesenbach.
Zur Gemeinde gehört seit 1818 das westlich gelegene Dorf Redlach. (1810–1837 war der Nachbarort Laudrefang (Lauterfangen) ebenfalls eingemeindet).

## Geschichte
Ältere Ortsbezeichnungen sind Wrentilinga (11. Jh.), Druteringa (1121), Truderinga (1180), Drutelinga (1544), Trutelingen, Trettelingen (1563), Druttelingen (1594) und Tritting (1779).  Die Ortschaft gehörte früher zum Herzogtum Lothringen und der Herrschaft Falkenberg und wurde 1766 mitsamt dem Herzogtum von Frankreich annektiert.
Auf dem Gemeindewappen steht der Heilige Martin zu Pferde für das Patronat der Kirche in Tritteling; die Eicheln symbolisieren die lange Abhängigkeit von der Abtei Glandern in Longeville-lès-Saint-Avold.
Durch den Frankfurter Frieden vom 10. Mai 1871 kam das Gebiet von Frankreich an Deutschland und das Dorf wurde dem Kreis Bolchen im Bezirk Lothringen des Reichslandes Elsaß-Lothringen zugeordnet.
Nach dem Ersten Weltkrieg musste die Region aufgrund der Bestimmungen des Versailler Vertrags 1919 an Frankreich abgetreten werden. Im Zweiten Weltkrieg war das Gebiet von der deutschen Wehrmacht besetzt und stand bis 1944 unter deutscher Verwaltung.
Das Dorf trug 1940–1944 den Ortsnamen Trittlingen.
Bis zum 29. Dezember 1999 lautete der amtliche Ortsname Tritteling, seither Tritteling-Redlach.

### Bevölkerungsentwicklung
| Jahr      | 1962 | 1968 | 1975 | 1982 | 1990 | 1999 | 2007 | 2019 |
| Einwohner | 235  | 241  | 283  | 413  | 440  | 401  | 491  | 533  |

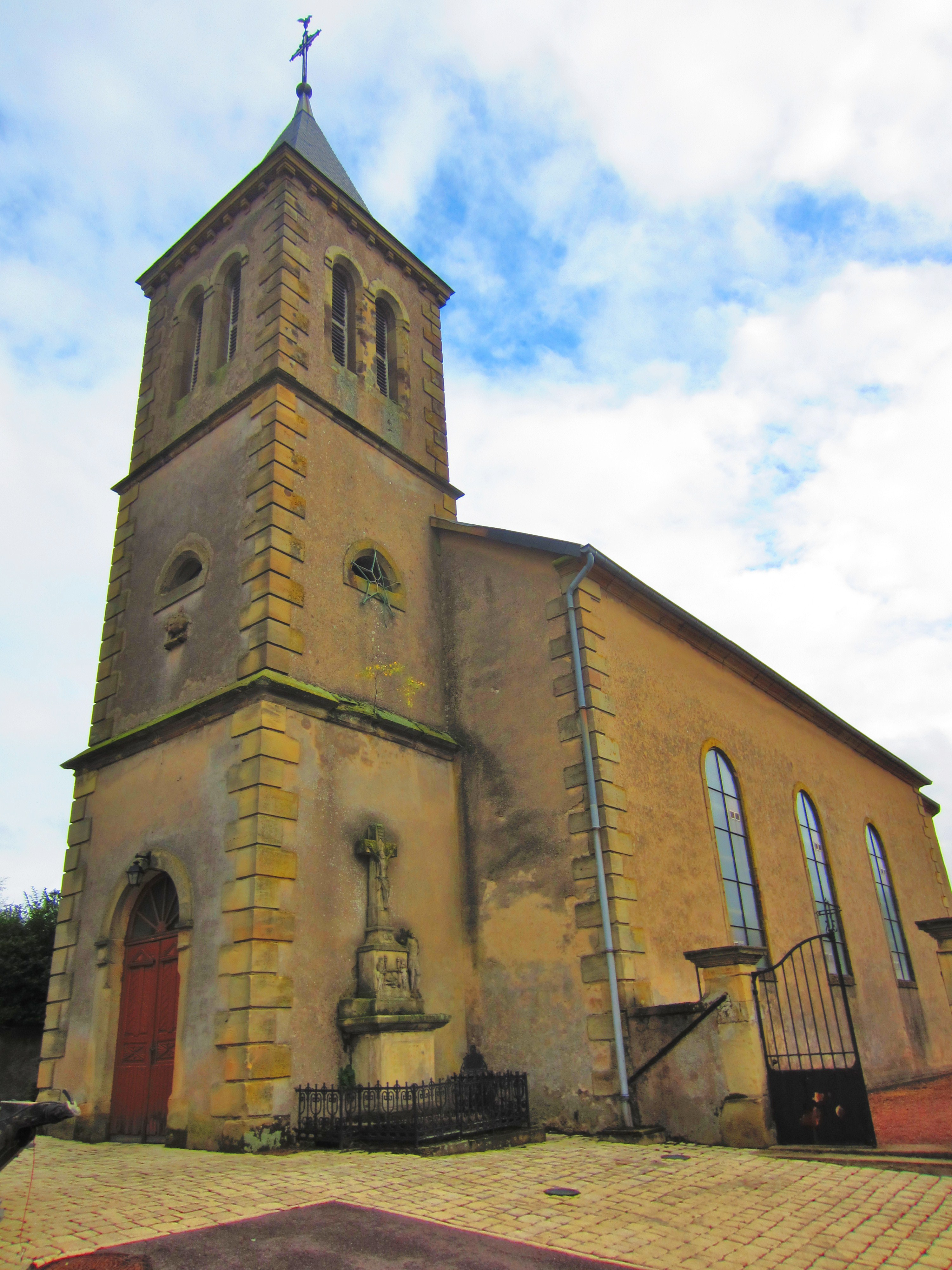
Kirche St. Martin
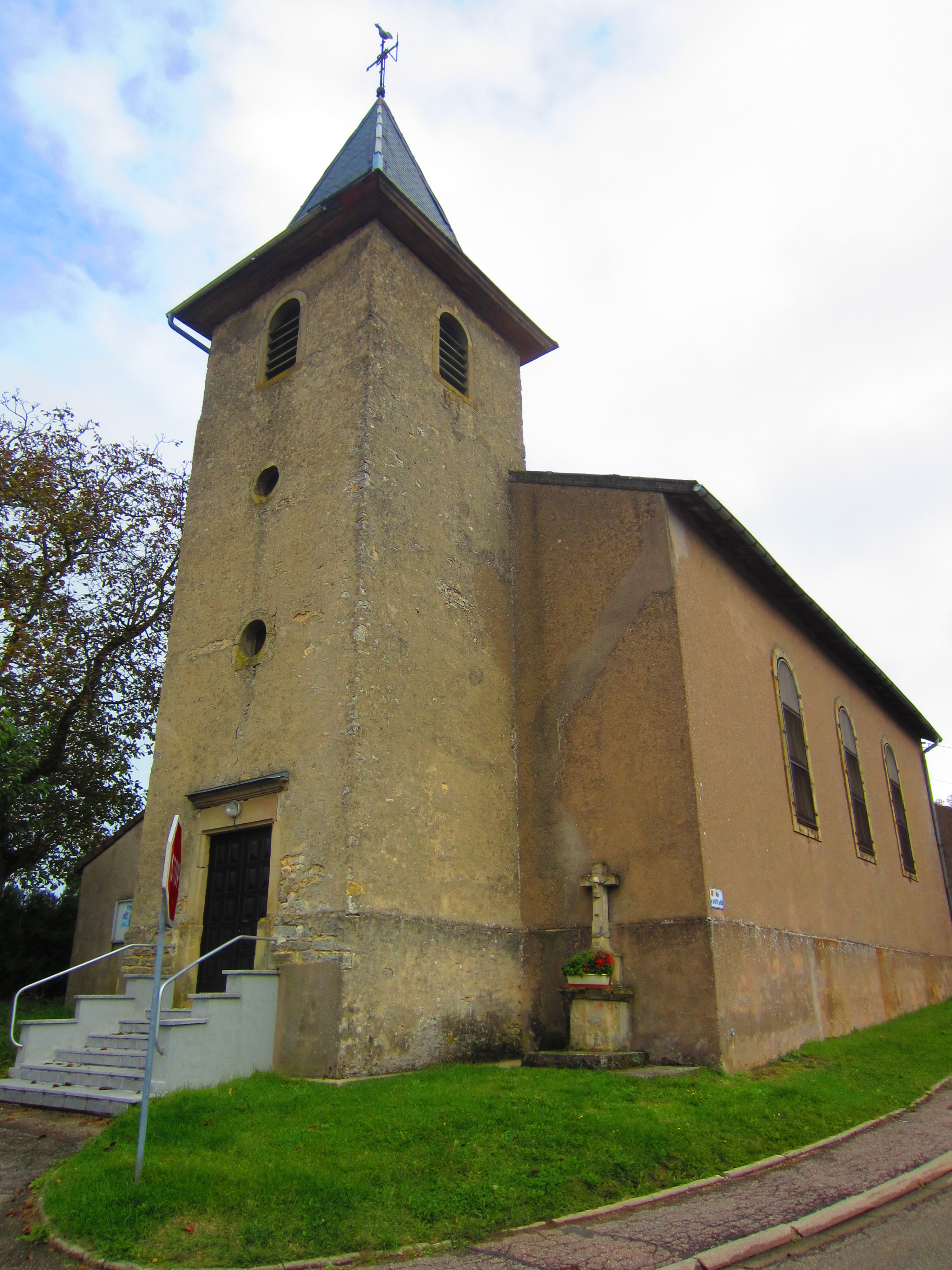
Kirche St. Anna in Redlach

## Belege
1. ↑  Franz Xaver Kraus: Kunst und Alterthum in Elsass-Lothringen. Beschreibende Statistik. Band III: Kunst und Althertum in Lothringen, Friedrich Bull, Straßburg 1886, S. 990–991 (google-books.com).
2. 1 2  Eugen H. Th. Huhn: Deutsch-Lothringen. Landes-, Volks- und Ortskunde, Stuttgart 1875,  S. 371 (google-books.com).
3. ↑  Wappenbeschreibung auf genealogie-lorraine.fr (französisch)